# Epsom
Epsom – miasto Wielkiej Brytanii, w Anglii, w regionie South East England, w hrabstwie Surrey. W 2001 r. miasto to zamieszkiwało 27 065 osób.
W Epsom urodzili się:
- Julia Ormond, brytyjska aktorka
- Kelly Reilly, brytyjska aktorka
- Tom Felton, brytyjski aktor
- Warwick Davis, brytyjski aktor
- Conor Gallagher, piłkarz